# Lindenberg (Naturschutzgebiet)
Lindenberg ist ein Naturschutzgebiet in Werbach im Main-Tauber-Kreis in Baden-Württemberg.

## Geschichte
Durch Verordnung des Regierungspräsidiums Stuttgart über das Naturschutzgebiet Lindenberg vom 26. April 1978 wurde ein Schutzgebiet mit 8,7 Hektar ausgewiesen.
Seit 2019 ist das Naturschutzgebiet ein Teil des größeren Natura-2000-Gebietes Nordöstliches Tauberland (FFH-Gebiet 6424-341).

## Schutzzweck
„Wesentlicher Schutzzweck ist die Erhaltung eines typischen Lebensraums für eine wärme- und trockenheitsliebende Pflanzen- und Tierwelt“ (LUBW).

## Flora und Fauna
Der Südwesthang des Lindenberges verfügt über eine artenreiche, Wärme und Trockenheit liebende Pflanzen- und Tierwelt.